# إل جي بي تي الدنمارك

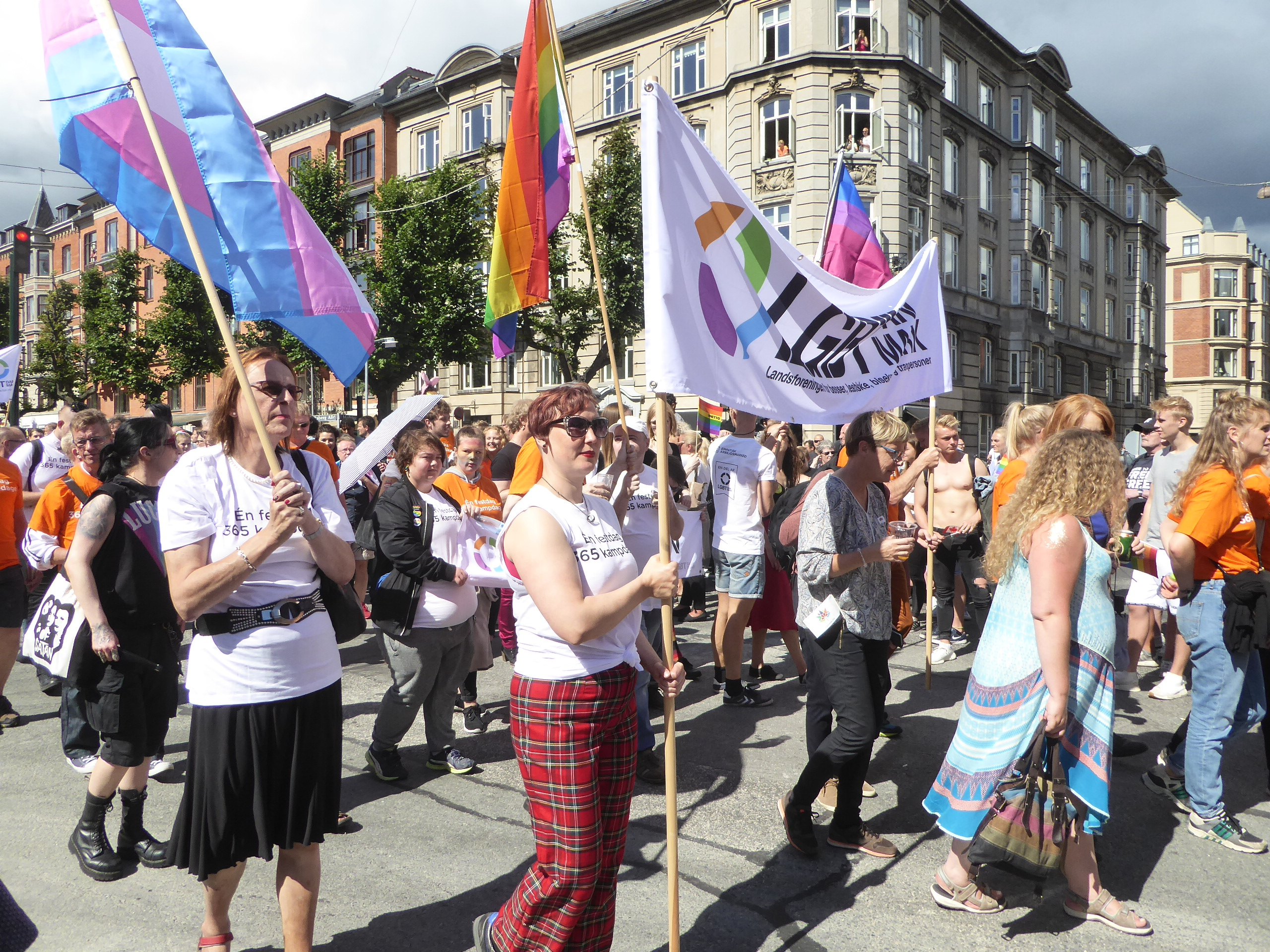
أعضاء من منظمة إل جي بي تي الدنمارك في مهرجان فخر كوبنهاغن عام 2017

إل جي بي تي الدنمارك - المنظمة الوطنية الدنماركية للرجال المثليين، والمثليات، ومزدوجي الميول الجنسية والأشخاص المتحولين جنسيا  (بالدنماركية: LGBT Danmark-Landsforeningen for bøsser, lesbiske, biseksuelle og transpersoner)‏ هي جمعية ضغط سياسي للأشخاص المثليين والمثليات، ومزدوجي الميول الجنسية والمتحولين جنسيا في الدنمارك. وكانت المنظمة من قبل تحت اسم المنظمة الوطنية الدنماركية للرجال المثليين، والمثليات، منظمة 1948 (بالدنماركية: Landsforeningen for Bøsser og Lesbiske, Forbundet af 1948)‏ لمدة 24 سنة. وقد تم اعتماد إسمها الحالي إل جي بي تي الدنمارك منذ نوفمبر 2009.

## التاريخ
كان مؤسس الجمعية وأول رئيس لها هو أكسل لونداهل مادسن، (والذي أصبح يعرف باسم أكسل أكسكيل لاحقا)، وشغِلَ منصب رئيس مجلس إدارة الجمعية حتى عام 1952. وقام هو وشريكه أيكل إسكيلدسن (والذي أصبح يُعرف باسم أيكلل أكسكل)، مع العديد من الأصدقاء مستوحين من إعلان الأمم المتحدة لحقوق الإنسان لعام 1948، بتأسيس «دائرة 1948» (بالدنماركية:Kredsen af 1948) والتي تحول إسمها إلى «رابطة 1948» (بالدنماركية: Forbundet af 1948، اختصارا: F-48) وبحلول عام 1951، كانت عضوية (F-48) قد ارتفعت إلى 1339 شخصا، وكانت هناك فروع لها في السويد والنرويج. أصبحت F-48 تسمى بـ«الجمعية الدنماركية الوطنية للمثليين والمثليات» (بالدنماركية: Landsforeningen for Bøsser og Lesbiske، Forbundet af 1948 أو اخصتصارا: LBL). في عام 2009 تم تغيير اسم الجمعية إلى الاسم الحالي.
نشر الشريكان أيضا العدد الأول من مجلة غير قانونية حينها تشتمل على الشبقية المثلية، وهي مجلة «الصديق» (بالدنماركية: Vennen) في عام 1949، واستمرت في النشر من عام 1959 حتى عام 1970.

## الأهداف والغايات
منذ نشأتها، دعمت إل جي بي تي الدنمارك حقوق المثليين والمثليات، لكن تم إدراج مزدوجي الميول الجنسية منذ عام 2002، وإدراج المتحولين جنسيا منذ عام 2008.
هدف الجمعية هو العمل على المساواة السياسية، والاجتماعية، والثقافية، وفي مكان العمل، وفي كل مستوى من مستويات المجتمع للمثليين، والمثليات، ومزدوجي الميول الجنسية والأشخاص المتحولين جنسيا. تسعى الجمعية إلى العمل ضد التمييز وللضغط لغرض التأثير على المشرعين، على سبيل المثال في مجالات مثل زواج المثليين، وتبني المثليين للأطفال، والتلقيح الاصطناعي للمثليات، وحقوق المتحولين جنسيا
نشرت الجمعية منذ يناير 1954 نشرت مجلة، وهي مجلة «بانبلادت». ولكن توقف نشرها مؤقتا منذ ديسمبر 2007 بسبب المشكلات المالية.
في 22 يونيو عام 1983، تم تأسيس محطة إذاعية للمثلين وهي راديو روزا في كوبنهاغن من قبل الجمعية. ولكنها عملت لاحقا بشكل مستقل عن الجمعية منذ عام 2007 حتى تم إغلاقها في عام 2010.

## وصلات خارجية
- الموقع الرسمي (بالدنماركية)
- مجلة «بانبلادت» (بالدنماركية)
- راديو روزا (بالدنماركية)